# Józef Gambaro
Św. Giuseppe Maria Gambaro (chiń. 安守仁; pinyin Ān Shǒurén; ur. 7 sierpnia 1869 r. w Galliate we Włoszech – zm. 7 lipca 1900 r. w Hengzhou, Hunan w Chinach) – święty Kościoła katolickiego, włoski franciszkanin, misjonarz, męczennik.

## Życiorys
Jego rodzicami byli Pacifico i Francesca Bozzolo. Wstąpił do nowicjatu franciszkanów w klasztorze Santa Maria delle Grazie w Voghera. Jako misjonarz przybył do Chin w marcu 1896 r. i podjął odpowiedzialność za formację religijną i program nauki dla kandydatów do miejscowego seminarium. Następnie został przydzielony do wspólnoty chrześcijan w Yongzhou. 
Podczas powstania bokserów doszło do prześladowań chrześcijan. 6 lipca 1900 r., kiedy Antoni Fantosati wracał łodzią do Hengyang z biskupem Fantosati, w pobliżu miasta dowiedzieli się o śmierci brata Cezydiusza Giacomantonio oraz o zniszczeniu kościoła i sierocińca. Gdy przypłynęli na miejsce zostali zaatakowani przez kilka łodzi rybackich. Napastnicy powalili biskupa sterem, kamienowali go i bili kijami. Również ojciec Gambaro został zamordowany.

## Dzień wspomnienia
9 lipca w grupie 120 męczenników chińskich

## Proces beatyfikacyjny i kanonizacyjny
Razem z Antonim Fantosati i Cezydiuszem Giacomantonio należy do grupy męczenników z południowego Hunan. Zostali oni beatyfikowani 24 listopada 1946 r. przez Piusa XII w grupie Grzegorza Grassiego i 28 Towarzyszy. Kanonizowani w grupie 120 męczenników chińskich 1 października 2000 r. przez Jana Pawła II.

## Źródła internetowe
- Życiorys. chinesemartyrs.org. [zarchiwizowane z tego adresu (2004-02-01)]. (ang.)